# Піни (рід)

Герб роду Пін.

Пі́ни (порт. Pinas, «Пінські, з Піни») — португальський шляхетний рід. Походить із Арагонського королівства. Найвідоміший представник — Руй де Піна, дипломат і хроніст.

## Герб
Герб Пін — у червоному щиті срібна башта, промальована чорним, що стоїть на зеленій скелі. В нашоломнику така сама башта. Вміщений до гербовника «Книга головного герольда» (1509).